# 京都府道368号和泉宮脇線
京都府道368号和泉宮脇線（きょうとふどう368ごう いずみみやわきせん）は、京都府南丹市を通る一般府道である。

## 概要
南丹市美山町和泉から南丹市美山町宮脇に至る。

### 路線データ
- 起点：南丹市美山町和泉（和泉交差点、京都府道12号綾部宮島線交点）
- 終点：南丹市美山町宮脇（宮脇交差点、京都府道19号園部平屋線交点）

## 路線状況

### 通称
- 美山かやぶき由良里街道

### 道路施設

#### トンネル
- 下吉田トンネル：延長265 m、2007年（平成19年）竣工、南丹市

## 地理

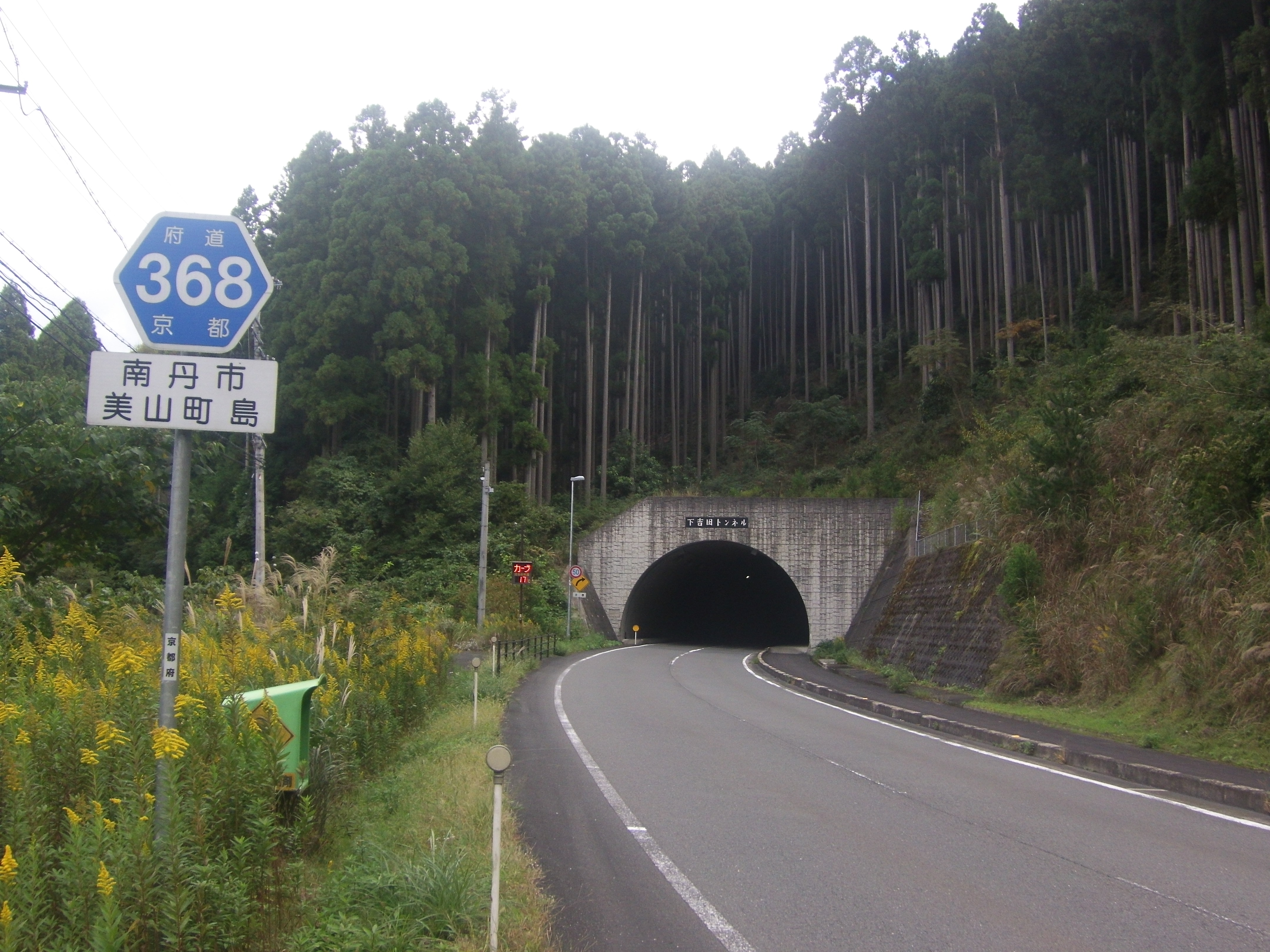
下吉田トンネル

### 通過する自治体
- 京都府
  - 南丹市

### 交差する道路
| 交差する道路           | 交差する場所 | 交差する場所      |
| ---------------------- | ------------ | ----------------- |
| 京都府道12号綾部宮島線 | 美山町和泉   | 和泉交差点 / 起点 |
| 京都府道19号園部平屋線 | 美山町宮脇   | 宮脇交差点 / 終点 |

### 沿線
- 南丹市立美山中学校
- 園部消防署 美山出張所
- 美山郵便局
- 南丹市立宮島小学校
- 美山文化ホール
- 南丹市役所 美山支所
- 頓乗寺